# Wildschutzgebiet Thung Yai Naresuan
Das Wildschutzgebiet Thung Yai Naresuan (Thai: เขตรักษาพันธุ์สัตว์ป่าทุ่งใหญ่นเรศวร, Aussprache: [kʰèt ráksǎː pʰan sàt pàː tʰûŋ jàj náʔreːsǔan], „Wildschutzgebiet Große Ebene Naresuan“) ist ein Wildschutzgebiet in den Provinzen Kanchanaburi und Tak in Thailand. Es wurde 1974 zum Wildschutzgebiet erklärt und 1991 zusammen mit dem angrenzenden Huai Kha Khaeng in die Liste des Weltnaturerbes der UNESCO aufgenommen.

## Lage
Das Wildschutzgebiet Thung Yai Naresuan liegt an der westlichen Staatsgrenze von Thailand zu Birma, am südlichen Ende der Dawna-Gebirgskette. Es erstreckt sich nordöstlich des Drei-Pagoden-Passes und der Distrikthauptstadt Sangkhla Buri (Amphoe Sangkhla Buri, Provinz Kanchanaburi) entlang der thailändisch-birmanischen Grenze bis hinein in den Distrikt (Amphoe) Umphang in der Provinz Tak. Das Gebiet umfasst eine Gesamtfläche von 364.720 Hektar und ist damit das größte Naturschutzgebiet Thailands.
Zusammen mit dem östlich angrenzenden Wildschutzgebiet Huai Kha Khaeng (Thai: เขตรักษาพันธุ์สัตว์ป่าห้วยขาแข้ง) bildet es das Kerngebiet des Western Forest Complex, zu dem verschiedene weitere Wildschutzgebiete, Nationalparks und Forstreserven gehören und der die größte zusammenhängende geschützte Fläche des südostasiatischen Festlands darstellt.

## Topographie
Das vorwiegend bergige Gebiet wird geologisch durch Kalksteinformationen mit Graniteinschlüssen sowie kleinere Quarzit- und Schiefer-Vorkommen geprägt. Die vorherrschenden Bodentypen sind rotbraune Erden auf Kalksteinstandorten und rotgelbe podsolische Böden über Graniten. In den Flusstälern sind die Böden durch fruchtbare tertiäre Kalksteinablagerungen geprägt.
Die Höhenlage erstreckt sich von etwa 180 m Höhe über dem Meeresspiegel am Vajiralongkorn-Stausee (früher: „Khao Laem Stausee“) bis zur 1811 m hohen Erhebung des Khao Thai Pa.
Die größten Flüsse im Schutzgebiet sind der Mae Nam Mae Klong (Mae-Klong-Fluss) und der Mae Nam Mae Chan, die beide ihr Ursprungsgebiet im Umphang Wildschutzgebiet (Distrikt Umphang) haben, das nördlich an Thung Yai anschließt. In Thung Yai fließen Mae Klong und Mae Chan zum Oberen Mae Nam Khwae Yai zusammen, der den Si-Nakharin-Stausee speist.
Verschiedene kleinere Flüsse im Süden und Südwesten speisen den Vajiralongkorn-Stausee (Khao Laem Reservoir), während im Nordwesten des Schutzgebiets der Mae Kasart und der Mae Suriya nach Birma abfließen, wo sie über den Ataran und den Haungtharaw bei Moulmein in den Salween und den Golf von Martaban münden.

## Klima
Das durch den Monsun geprägte Klima ist in der Regenzeit von Mai bis Oktober heiß und feucht, mit einem durchschnittlichen Minimum der Temperatur von 20 °C und einem Maximum von durchschnittlich 33 °C. Von November bis Januar ist das Klima kühl und trocken, mit einem Minimum von 10 °C und einem Maximum von 29 °C, während es von Februar bis April heiß und trocken ist, mit einem durchschnittlichen Minimum von 15 °C und einem Maximum von 35 °C.
Die Tageshöchsttemperaturen steigen bis über 40 °C im April. In der kühlen Jahreszeit liegen die Temperaturen Nachts nicht selten bei 7 °C und darunter.
Der Jahresniederschlag liegt im Westen bei 2000 bis 2400 mm und nimmt zum Osten des Schutzgebiets hin ab, wo er zwischen 1600 und 2000 mm beträgt. Über 80 % der Niederschläge sind vom Südwestmonsun aus der Andamanensee abhängig.

## Fauna und Flora
Phytogeographisch bildet das Gebiet eine Schnittstelle zwischen den Ausläufern des östlichen Himalaya und den äquatorialen Wäldern des Großen Sundaschelfs. Immergrüne Wälder machen insgesamt ca. 46 % der Schutzgebietsfläche aus und umfassen tropische Bergregenwälder sowie Galeriewälder entlang der permanenten Flussläufe.
Feuchte und trockene Laub abwerfende Wälder nehmen ebenfalls ca. 46 % der Gebietsfläche ein und finden sich vor allem in den Lagen unterhalb von 800 m ü. M. Etwa 4 % des Gebiets wird von Savannenwäldern und Grasland eingenommen. Die restlichen 4 % der Fläche wurden im Nominierungsantrag für das Weltnaturerbe als Brache- und Brandrodungsflächen klassifiziert, unter die aber auch verschiedene Bambus-Waldtypen fallen, die in dieser Klassifizierung nicht oder nur teilweise erfasst sind.
Hinsichtlich der Fauna zeichnet sich das Schutzgebiet ebenfalls als Schnittstelle verschiedener Faunenregionen aus. Zu den im Gebiet lebenden Säugetieren zählen unter anderem Weißhandgibbons (Hylobates lar), verschiedene Arten von Makaken (Macaca) und Haubenlanguren (Trachypithecus), Tiger (Panthera tigris), Leoparden (Panthera pardus), Nebelparder (Neofelis nebulosa), Malaien- (Helarctos malayanus) und Kragenbären (Ursus thibetanus), Schabrackentapire (Tapirus indicus), Asiatische Elefanten (Elephas maximus), Gaure (Bos gaurus), Schweinshirsche (Cervus porcinus), Sambar (Rusa unicolor), Tenasserim-Muntjak (Muntiacus feae) und Südliche Serau (Capricornis sumatraensis) sowie zahlreiche Fledermausarten.
Vorkommen von Banteng (Bos javanicus) und Wilden Wasserbüffeln (Bubalus amee) sind für das angrenzende Huai Kha Khaeng Wildschutzgebiet gesichert und werden in Thung Yai vermutet. Hinweise auf das Vorkommen von Java- (Rhinoceros sondaicus) und Sumatra-Nashorn (Dicerorhinus sumatrensis) im Gebiet stammen aus den 1980er Jahren und konnten seither nicht mehr bestätigt werden.
Zu den größeren Vögeln der vielfältigen Vogelwelt des Gebiets gehören die Weißflügelente (Cairina scutulata), der Nepalfasan (Lophura leucomelanos), der Indochina-Pfaufasan (Polyplectron bicalcaratum), der Ährenträgerpfau (Pavo muticus), der Graupelikan (Pelecanus philippensis), der Orient-Schlangenhalsvogel (Anhinga melanogaster), der Buntstorch (Mycteria leucocephala), der Argala-Marabu (Leptoptilos dubius), der Kahlkopfgeier (Sarcogyps calvus), der Berghaubenadler (Nisaetus nipalensis), der Braunschwanz-Seeadler (Ichthyophaga humilis) und alle sechs Nashornvogel-Arten (Bucerotidae) Festland-Südostasiens.
Insgesamt listet der Nominierungsantrag  für das Weltnaturerbe an die UNESCO für die beiden Wildschutzgebiete Thung Yai Naresuan und Huai Kha Khaeng über 120 Säugetier-, 400 Vogel-, 96 Reptilien-, 43 Amphibien- und 113 Fischarten auf. Bisher gibt es aber kaum systematische wissenschaftliche Untersuchungen zur Artenvielfalt in Thung Yai, weshalb die Anzahl der tatsächlich vorkommenden Tier- und Pflanzenarten noch deutlich höher liegen dürfte.
Der außergewöhnliche universelle Wert des Gebiets, der die Voraussetzung für die Erklärung zum Weltnaturerbe bildet, wurde mit folgenden Punkten begründet:
- Die für Festland-Südostasien einmalige Größe und Ungestörtheit der beiden Schutzgebiete als Voraussetzung für die langfristige Erhaltung gefährdeter Habitate und Arten.

- Die Vielfalt der Habitate, die fast alle wichtigen Waldformationen Festland-Südostasiens einschließen sowie den einzigartigen Savannenwald in Thung Yai.

- Das weitgehend ungestörte und am besten geschützte Vorkommen eines der höchst gefährdeten trockenen Laub abwerfenden Waldökosystems Südostasiens sowie den seltenen Fall zweier intakter Flusssysteme, deren Einzugsgebiete im Schutzgebiet selber liegen.

- Die außerordentlich hohe Artenvielfalt aufgrund der einzigartigen Position des Schutzgebiets an der Schnittstelle der vier biogeographischen Zonen Festland-Südostasiens sowie die große Anzahl endemischer Arten.
- Das Vorkommen von 28 international gefährdeten und zahlreichen national und regional bedrohten Arten.
- Den hohen Wert des Schutzgebiets für die Forschung zu ökologischen Fragestellungen aufgrund der außerordentlichen Lage und der Ungestörtheit des Gebiets.[12]

## Geschichte und Besiedlung

### Vorgeschichte
Eine archäologische Auswertung vorgeschichtlicher Spuren menschlicher Besiedlung in Thung Yai und im benachbarten Huai Kha Khaeng Wildschutzgebiet, die auf bis zu 500.000 Jahre zurückdatiert werden, hat bisher kaum stattgefunden. In den Tälern des Mae Nam Khwae Yai und Mae Nam Khwae Noi wurden paläolithische, mesolithische und neolithische Steinwerkzeuge gefunden. Jüngere archäologisch interessante Grabstätten wurden sowohl in Thung Yai als auch in Huai Kha Khaeng lokalisiert, aber noch nicht wissenschaftlich untersucht.
Der Name des Schutzgebiets – Thung Yai Naresuan – verweist zum einen auf die große, savannenartige Ebene im Schutzgebiet, die in Thai als thung yai ('großes Feld') bezeichnet wird, zum anderen auf König Naresuan, der von 1590 bis 1605 Herrscher in Ayutthaya war und auf einem Feldzug gegen Birma mit seinem Heer in Thung Yai gelagert haben soll. Die in Thung Yai lebenden Karen bezeichnen die große Ebene im Zentrum des Gebiets als pia aethala aethae, was sich mit 'Ort der wissenden Weisen' übersetzen lässt. Der Begriff verweist auf die Savanne als Meditationsort der aethae, die als Heilige und Kulturheroen besondere Bedeutung für die Geschichte und Identität der Karen in Thung Yai haben und von diesen in einem Kult verehrt werden.
Die historischen Quellen und lokalen Überlieferungen legen nahe, dass die Besiedlung Thung Yais durch Karen in größerem Umfang erst in der zweiten Hälfte des 18. Jahrhunderts erfolgte, vor allem durch Pwo-Karen aus dem Hinterland von Moulmein und Tavoy in Birma. Sie waren aufgrund religiöser und politischer Verfolgung in Birma in das Gebiet nordöstlich des Drei-Pagoden-Passes gekommen, wo sie formell Siedlungsrechte erhalten hatten. Als das für die Grenzsicherung Siams wichtige Gebiet um 1830 herum vom siamesischen Herrscher Rama III zum Fürstentum (Mueang) aufgewertet wurde, erhielt der dort residierende Karen-Führer den siamesischen Adelstitel Phra Si Suwannakhiri. In der zweiten Hälfte des 19. Jahrhunderts war dieses Karen-Fürstentum von erheblicher Bedeutung für die siamesischen Könige in ihren Verhandlungen mit der britischen Kolonialmacht in Birma über den Verlauf der westlichen Staatsgrenze. Im Zuge der Modernisierung der Verwaltungsstruktur des um die Wende vom 19. zum 20. Jahrhundert entstehenden territorialen Nationalstaates gerieten die Karen in Thung Yai ins Abseits staatlicher Aufmerksamkeit, wo sie erst in den 1960er Jahren als „Hill Tribes“ wieder auftauchten.
Bereits Mitte der 1960er-Jahre gab es Pläne, das Gebiet am oberen Mae Nam Khwae Yai und Mae Nam Khwae Noi unter Naturschutz zu stellen, die aber aufgrund starker Interessen an den Holz- und Erz-Vorkommen im Gebiet nur schwer durchsetzbar waren. 1972 gelang es zunächst, das Huai Kha Khaeng Wildschutzgebiet einzurichten. Die Pläne für Thung Yai stießen auf noch größere Widerstände, bis 1973 ein 'Jagdunfall' nationale Aufmerksamkeit erregte der wesentlich dazu beitrug, dass Thung Yai am 24. April 1974 zum Wildschutzgebiet erklärt werden konnte.
Hohe Militäroffiziere samt Familien, Geschäftsleuten und einem Filmstar hatten Militärhubschrauber und schwere Waffen für einen illegalen Jagdausflug nach Thung Yai genutzt. Der Absturz eines der Hubschrauber, bei dem mehrere Menschen starben, wurde von Studenten dokumentiert und löste im Zusammenhang einer weit verbreiteten Unzufriedenheit mit der Militärherrschaft den Aufstand vom 14. Oktober 1973 und den Sturz der Thanom-Prapas Diktatur aus. Nachdem das Militär im Oktober 1976 erneut die Macht übernommen hatte, fanden etliche der in die Grenzregionen fliehenden Studentenführer Unterschlupf bei den Karen in Thung Yai.

### Seit der Einrichtung des Schutzgebiets
Seit den 1960er-Jahren wurden auch verschiedene Dammprojekte zur Nutzung der Wasserkraft-Ressourcen des Mae-Klong-Flusssystems und insbesondere der beiden Hauptzuflüsse Mae Nam Khwae Yai und Mae Nam Khwae Noi geplant. 1980 wurde der Si-Nakharin Damm und 1981 der Tha Thung Na Damm am Unterlauf des Mae Nam Khwae Yai in Betrieb genommen, 1984 der Khao Laem Damm (heute Vajiralongkorn-Stausee) am Mae Nam Khwae Noi im Süden Thung Yais.
Der ebenfalls geplante Nam Choan Damm sollte am Oberlauf des Mae Nam Khwae Yai, im Norden Thung Yais, eine Fläche von ca. 223 km² im Wildschutzgebiet überfluten. Das Projekt stieß aber zunehmend auf Widerstand und wurde aufgrund breiter öffentlicher Proteste 1988 gestoppt. In den Auseinandersetzungen um den Nam Choan Damm hatte der hohe Wert des Gebiets für den Naturschutz sowie dessen mögliche Nominierung zum Weltnaturerbe eine wichtige Rolle gespielt. Nach der Anerkennung des Thung Yai Naresuan Wildschutzgebiets zum UNESCO-Weltnaturerbe 1991, zusammen mit dem angrenzenden Huai Kha Khaeng Wildschutzgebiet, scheint eine Wiederaufnahme des formell nur vorläufig eingestellten Dammprojekts kaum noch durchsetzbar.
Das Gebiet war 2013 Schauplatz von Schießereien zwischen Waldhütern und einer schwer bewaffneten Wildererbande, die hier Tiger jagte. Dabei wurden zwei Parkaufseher und ein Tatverdächtiger getötet. Im Februar 2018 wurde der Chef des Baukonzerns Italthai beim Wildern eines Schwarzen Leoparden erwischt; er wurde im März 2019 zu 16 Monaten Haft verurteilt.

## Besiedelung
Obwohl der Nominierungsantrag die Ungestörtheit des Weltnaturerbes explizit hervorhebt und die bisher durchgeführten wissenschaftlichen Studien die traditionellen Siedlungsrechte der dort lebenden Karen sowie deren angepasste und nachhaltige Nutzung ihres Lebensraums bestätigen, bemühen sich die staatlichen Behörden um deren Entfernung aus dem Schutzgebiet.
Erste Umsiedlungen von Angehörigen der Karen  erfolgten bereits im Zusammenhang der Einrichtung des Huai Kha Khaeng Wildschutzgebietes 1972. Dort mussten die noch verbliebenen Karen das Gebiet aufgrund des Baus des Si-Nakharin-Damms und der Überflutung ihrer Siedlungsgebiete Ende der 1970er-Jahre verlassen.
Die Auflösung der restlichen Karen-Siedlungen in Thung Yai war für 1992 vorgesehen und im Nominierungsantrag angekündigt worden. Aufgrund öffentlicher Proteste mussten die Pläne vorerst zurückgestellt werden, wurden aber nicht aufgegeben. Seither versuchen die Behörden durch Druck, Einschüchterung und Einschränkungen des traditionellen Landnutzungssystems die Karen  zur 'freiwilligen' Aufgabe ihrer Siedlungsgebiete zu bewegen.
Siedlungen der Hmong, die in den 1960er-Jahren in das Gebiet eingewandert waren, wurden 1986 aus Huai Kha Khaeng und von 1987 bis 1993 aus Thung Yai zwangsgeräumt und deren Bewohner umgesiedelt.